# 13 صفر
- السبت
- الأحد
- الاثنين
- الثلاثاء
- الأربعاء
- الخميس
- الجمعة

- 283 أغسطس 2024
- 294 أغسطس 2024
- 15 أغسطس 2024
- 26 أغسطس 2024
- 37 أغسطس 2024
- 48 أغسطس 2024
- 59 أغسطس 2024
- 610 أغسطس 2024
- 711 أغسطس 2024
- 812 أغسطس 2024
- 913 أغسطس 2024
- 1014 أغسطس 2024
- 1115 أغسطس 2024
- 1216 أغسطس 2024
- 1317 أغسطس 2024
- 1418 أغسطس 2024
- 1519 أغسطس 2024
- 1620 أغسطس 2024
- 1721 أغسطس 2024
- 1822 أغسطس 2024
- 1923 أغسطس 2024
- 2024 أغسطس 2024
- 2125 أغسطس 2024
- 2226 أغسطس 2024
- 2327 أغسطس 2024
- 2428 أغسطس 2024
- 2529 أغسطس 2024
- 2630 أغسطس 2024
- 2731 أغسطس 2024
- 281 سبتمبر 2024
- 292 سبتمبر 2024
- 303 سبتمبر 2024
- 14 سبتمبر 2024
- 25 سبتمبر 2024
- 36 سبتمبر 2024

13 صَفَر أو 13 صَفَر الخير أو 13 صَفَر المُظفَّر أو يوم 13 \ 2 (اليوم الثالث عشر من الشهر الثاني) هو اليوم الثالث والأربعين من أيَّام السنة وفق التقويم الهجري القمري (العربي). يبقى بعده 311 أو 312 يومًا لانتهاء السنة.

## أحداث
- 37هـ - إعلان وثيقة التحكيم بين علي بن أبي طالب ومعاوية بن أبي سفيان بعد موقعة صفين.
- 929هـ - فتْح العثمانيين لجزيرة رودس بالبحر المتوسط، وكانت تهدد الدول الإسلامية المطلة على البحر؛ فقام السلطان سليمان القانوني بفتحها لتأمين الدولة العثمانية من خطرها.
- 1198هـ - الدولة العثمانية والإمبراطورية الروسية توقعان اتفاقية سلام عرفت باسم "اتفاقية القسطنطينية"، وهي الاتفاقية التي أنهت الحرب الروسية العثمانية.
- 1220هـ - تعيين محمد علي باشا واليًا على مصر بعد أن بايعه أعيان الولاية وأيد كبار العلماء ورجال الأمة هذا التعيين.
- 1271هـ - جيش التحالف العثماني الفرنسي الإنجليزي يهزم الجيش الروسي في معركة أنكيرمون أثناء حرب القرم، وخسر الروس في هذه المعركة 11 ألف قتيل، واضطرت روسيا مع هذه الهزيمة إلى سحب جيشها من مولدوفا.
- 1353هـ - شركة نفط العراق تنهي أعمالها الإنشائية في خط أنابيب كركوك / حيفا لتصدير النفط العراقي عبر موانئ البحر المتوسط، وقد توقف هذا الخط عن العمل بعد قيام دولة إسرائيل.
- 1344هـ - تركيا تصدر أمرًا بإغلاق جميع الزوايا والتكايا بعد قيام النظام الجمهوري فيها.
- 1352هـ - الملك فؤاد بفتتح كوبري الخديوي إسماعيل - قصر النيل فيما بعد.
- 1355هـ - نجاح الإيطاليين في احتلال أديس أبابا عاصمة الحبشة، بعد أن بدأ الطليان غزوهم لهذه البلاد قبل نحو 6 أشهر. وعقب هذا، فر النجاشي حيلي ثلاثي إلى إنجلترا.
- 1361هـ - انتهاء معركة جاوة البحرية بهزيمة القوات الأمريكية على يد القوات اليابانية، وتعد هذه الهزيمة من أكبر الهزائم التي تلقتها الولايات المتحدة في تاريخها.
- 1375هـ - سلطان المغرب محمد بن عرفة يتنازل عن العرش لمصلحة محمد بن يوسف.
- 1382هـ - الجزائر تتقدم بطلب للانضمام إلى جامعة الدول العربية بعد استقلالها عن فرنسا.
- 1383هـ - قيام تظاهرات في إيران احتجاجًا على إلقاء القبض على آية الله روح الله الموسوي الخميني بعد إلقائه لخطاب غاضب يهاجم فيه الشاه محمد رضا بهلوي، وإسرائيل والولايات المتحدة.
- 1400هـ - أمين عام الأمم المتحدة كورت فالدهايم يزور إيران لبحث الإفراج عن الرهائن الأمريكيين المحتجزين داخل السفارة الأمريكية بطهران.
- 1416هـ - راتكو ملاديتش يرتكب مجزرة بحق مسلمي البوسنة بمدينة سربرنيتسا أدت إلى مقتل المئات من المدنيين العزل.
- 1425هـ - القبارصة اليونانيون يرفضون توحيد جزيرة قبرص حيث صوت 75.83% من القبارصة اليونانيين ضد خطة أعدتها الأمم المتحدة لتوحيد شطري الجزيرة اليوناني والتركي، بينما صوت 64.9% من القبارصة الأتراك لصالح الخطة.
- 1427هـ - مسؤولون إسرائيليون يفتتحون غرفة جديدة للصلاة اليهودية في ساحة المبكى بحضور رئيس الدولة موشيه كتساف ورئيس بلدية القدس الإسرائيلي أوري لوفوليانسكي والحاخامين الرئيسين في إسرائيل.
- 1432هـ - التجمع الدستوري الديمقراطي في تونس يطرد الرئيس المخلوع زين العابدين بن علي وستة من أقرب معاونيه من صفوفه وذلك بعد أيام من الإطاحة به، ورئيس الجمهورية المؤقت فؤاد المبزع والوزير الأول محمد الغنوشي يستقيلا من الحزب بسبب سعيهما لفصل الدولة عن الحزب.
- 1439هـ - عُلماء آثار يُعلنون اكتشافهم بهوًا كبيرًا جديدًا مجهول الغاية داخل الهرم الأكبر.
- 1442هـ - الشيخ نواف الأحمد الجابر الصباح يؤدي اليمين الدستورية في جلسة خاصة عقدها مجلس الأمة، ليصبح أمير الكويت السادس عشر.

## مواليد
- 1304هـ - عبد الرحمن شكري، أحد رواد الشعر في الأدب العربي الحديث ومن أعمدة مدرسة الديوان.
- 1342هـ - درية أحمد، ممثلة مصرية.
- 1357هـ - فريال كريم، ممثلة لبنانية.
- 1366هـ - أحمد بدير، ممثل مصري.
- 1367هـ - عاطف الطيب، مخرج مصري.
- 1371هـ - فايزة أبو النجا، دبلوماسية وسياسية مصرية.
- 1385هـ - طلال أرسلان، سياسي لبناني.
- 1397هـ -
  - شاكيرا، مغنية كولومبية من أصل لبناني.
  - خالد الشمري، لاعب كرة قدم كويتي.
- 1400هـ - عصام بريدي، مغني وممثل لبناني.

## وفيات
- 303هـ - الحافظ النسائي، إمام حافظ وصاحب كتاب سنن النسائي.
- 1366هـ - أنستاس الكرملي، عالم لغوي عربي.
- 1429هـ - صوفي أبو طالب، رئيس مجلس الشعب المصري.
- 1433هـ - إبراهيم أصلان، روائي مصري.

## وصلات خارجية
- موقع قصة الإسلام: حدث في شهر صفر.